# ایویکا اولیچ
ایویکا اولیچ (کرواتی: Ivica Olić; زاده ۱۴ سپتامبر ۱۹۷۹) بازیکن فوتبال اهل کرواسی است.

## تیم ملی
اولیچ با ۷۷ بازی ملی سابقه حضور در جام جهانی فوتبال ۲۰۰۲، جام جهانی فوتبال ۲۰۰۶ ٬جام ملت‌های اروپا ۲۰۰۴ و جام ملت‌های اروپا ۲۰۰۸ را دارد.
همچنین سابقه بازی در تیم‌های هرتابرلین، دینامو زاگرب، زسکا مسکو، هامبورگ، بایرن مونیخ و وولفسبورگ را دارد.

## افتخارات

### باشگاه
زاگرب
- لیگ برتر فوتبال کرواسی: ۰۲–۲۰۰۱

دینامو زاگرب
- لیگ برتر فوتبال کرواسی: ۰۳–۲۰۰۲

زسکا مسکو
- لیگ برتر فوتبال روسیه: ۲۰۰۳، ۲۰۰۵، ۲۰۰۶
- جام حذفی فوتبال روسیه: ۲۰۰۵، ۲۰۰۶
- سوپر جام فوتبال روسیه: ۲۰۰۴، ۲۰۰۶
- جام یوفا: ۲۰۰۵

بایرن مونیخ
- بوندس‌لیگا: ۱۰–۲۰۰۹
- جام حذفی فوتبال آلمان: ۲۰۱۰
- سوپر جام فوتبال آلمان: ۲۰۱۰
- لیگ قهرمانان اروپا نایب قهرمان: ۲۰۱۰، ۲۰۱۲

### شخصی
- بازیکن جوان فوتبال سال کرواسی: ۲۰۰۱
- بازیکن فوتبال سال لیگ برتر کرواسی: ۲۰۰۲
- آقای گل لیگ برتر فوتبال کرواسی: ۲۰۰۲، ۲۰۰۳
- بازیکن فوتبال سال کرواسی: ۲۰۰۹، ۲۰۱۰